# 砷杂炔烃

Chemical structure of the arsaalkyne AsCC_{6}H_{2}-2,4,6-(t-Bu)3.

砷杂炔烃是砷和碳之间以三键连接的有机化合物，它们和磷杂炔烃相比较为少见。

## 合成与分离
砷杂炔烃可由脱卤化氢反应或碱引发的消除反应制得，如HCAs由下式反应得到：
H
2ClCAsH
2  +  2 Na
2CO
3   →   HCAs  +  2 NaHCO
3  +  2 NaCl
根据双键规则，砷杂炔烃有低聚倾向，试图制备AsCCMe3时，只会得到具有立方烷结构的四聚体。具有很大位阻取代基的C6H2-2,4,6-(t-Bu)3可以以单体的形式结晶出来，其As-C键的键长为1.657(7) Å。